# Johann Most

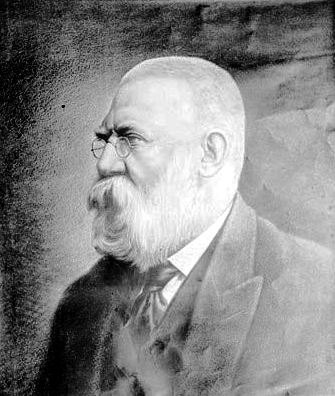
Johann Most (Fotografie Ende des 19. Jahrhunderts)

Johann Most (* 5. Februar 1846 in Augsburg, Königreich Bayern; † 17. März 1906 in Cincinnati), bekannt auch als John Most, war ein sozialistischer Redakteur, Agitator und Politiker der Sozialdemokratischen Arbeiterpartei (SDAP), dann der Sozialistischen Arbeiterpartei Deutschlands (SAP), bevor er sich schließlich zum Anarchismus bekannte. Er war Herausgeber der Zeitschrift Freiheit.

## Leben

### Frühe Jahre

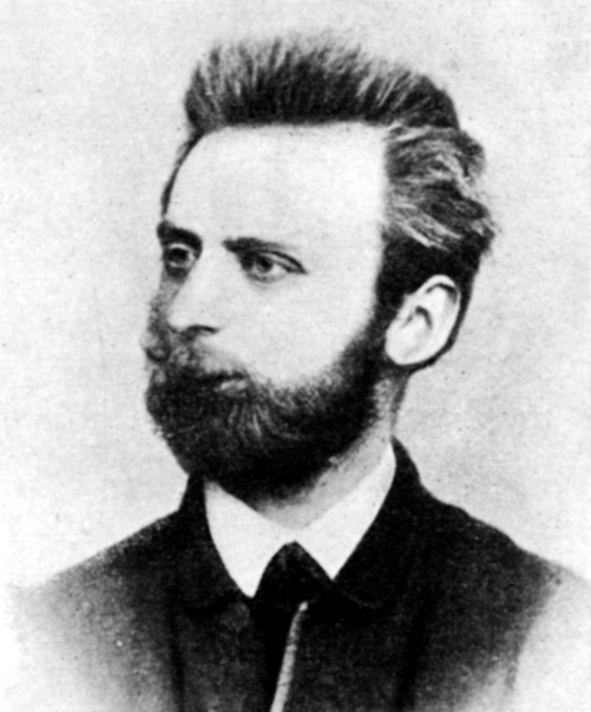
Johann Most als Reichstagsabgeordneter 1877–1879

Johann Most wurde 1846 in Augsburg als Kind eines Schreibers und einer Gouvernante geboren und wuchs in kärglichen Verhältnissen auf. Als Most zehn Jahre alt war, starb die Mutter an der Cholera und er litt in der Folge sehr unter seiner Stiefmutter. In seiner Kindheit litt er an Knochenfraß im Unterkiefer und war nach einer erfolgreichen Operation im Gesicht entstellt. Schon früh wehrte sich Most gegen die „Prügelpädagogik“, die er zuhause und in der Schule erlebte, und wurde als 13-Jähriger von der Schule verwiesen, weil er einen Schülerstreik organisiert hatte. Daraufhin machte er eine Lehre als Buchbinder und zog nach dem Ende der beschwerlichen Lehrzeit 1863 als Wandergeselle durch Deutschland, Ungarn und die Schweiz. Er arbeitete bei verschiedenen Meistern und kam auf seinen Wanderungen mit der Arbeiterbewegung in Kontakt.
1867 fand Most eine Anstellung als Etuimacher in Le Locle im Schweizer Jura und lernte dort erstmals die sozialistischen Ideen kennen. Er wurde Mitglied in einem lokalen deutschen Arbeiterbildungsverein und begeisterte sich vor allem für die Schriften von Ferdinand Lassalle. Später in diesem Jahr zog er nach Zürich weiter und schloss sich dort einer Sektion der Internationalen Arbeiterassoziation an, die kurz vorher von verschiedenen bekannten Sozialisten gegründet worden war, darunter auch Herman Greulich, mit dem er ein freundschaftliches Verhältnis hatte.

### Sozialdemokratische Zeit

#### In Österreich
Im Oktober 1868 zog Johann Most weiter nach Wien und fand in Österreich ein größeres Betätigungsfeld. Die Arbeiterbewegung in Österreich war in kurzer Zeit stark gewachsen und viele Arbeiterbildungsvereine wurden gegründet, die sich an Lassalle orientierten, und später unter dem Einfluss von August Bebel und Wilhelm Liebknecht immer mehr in der SDAP aufgingen. Obwohl Most während seines Aufenthalts in Österreich nie eine offizielle Stellung in der Partei bekleidete, war er doch bald als gewandter und schlagfertiger Diskussionsredner eine der populärsten Figuren in der Bewegung. Mit dem Erstarken der sozialistischen Arbeiterbewegung wuchs auch das Misstrauen der Obrigkeit und die österreichische Regierung – das Bürgerministerium – mit Innenminister Carl Giskra reagierte zunehmend mit repressiven Maßnahmen darauf. Das bekam auch Most als einer der ersten zu spüren: Als im Mai 1869 in der Wiener Vorstadt Fünfhaus eine große Arbeiterversammlung stattfand, ergriff auch Most das Wort und kritisierte harsch das Bürgerministerium, was am nächsten Tag in der Presse ausführlich thematisiert wurde. Er verlor wegen dieser Rede seine Arbeit und wurde dafür wegen „Störung der öffentlichen Ordnung“  zu einem Monat strengem Arrest verurteilt.

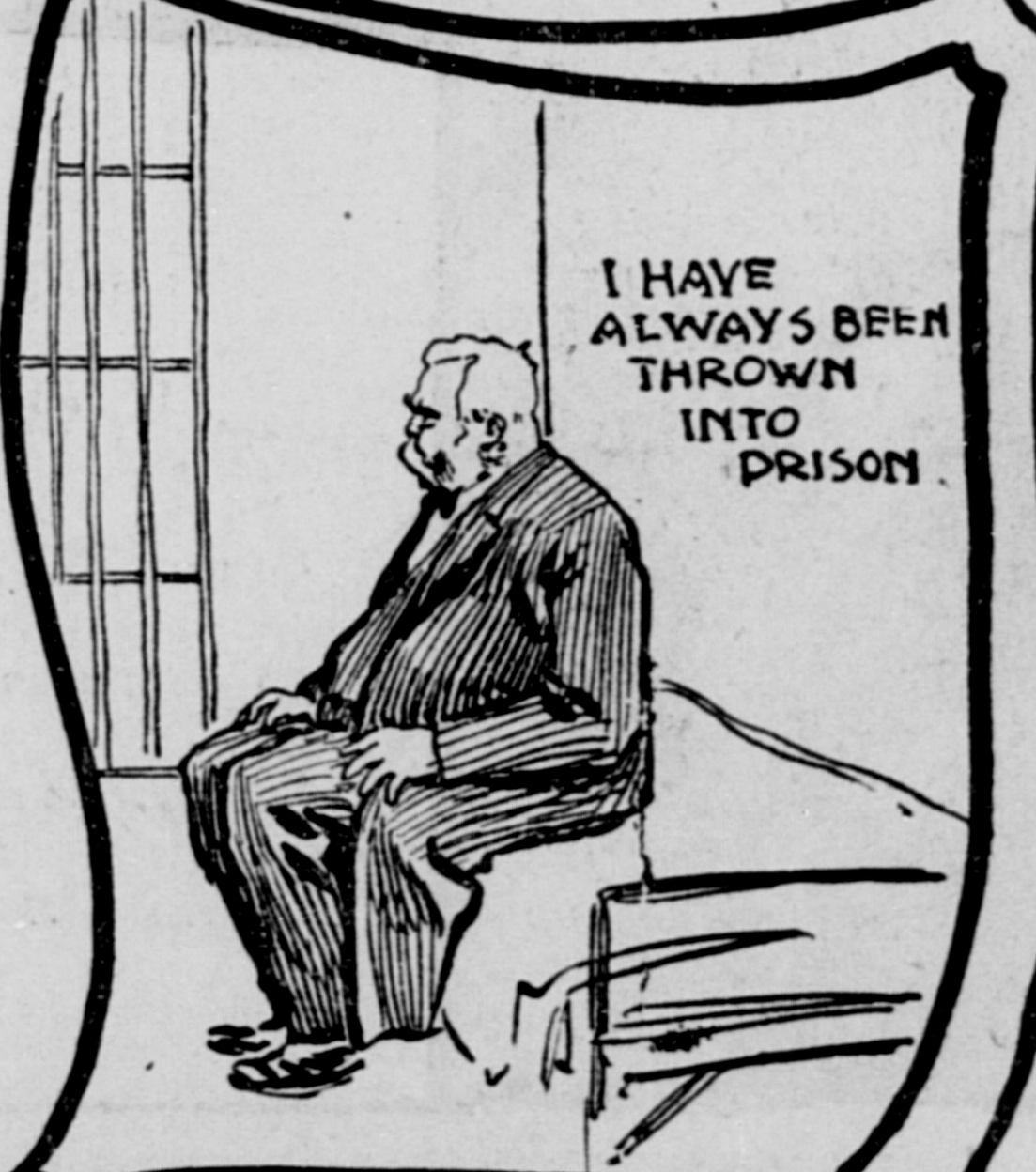
„I have always been thrown into prison.“ Zeichnung anhand einer Aussage Mosts in einem Zeitungsportrait, 1899.

Im Dezember 1869 des gleichen Jahres war Most Mitorganisator einer Arbeiterdemonstration, in der sich 30.000 bis 40.000 Arbeiter vor dem Parlamentsgebäude versammelten. Most wurde in der Folge gemeinsam mit anderen österreichischen Sozialisten festgenommen und wegen Hochverrats zu fünf Jahren schweren Kerkers verurteilt. Einige Wochen vor seiner Abschiebung ins Strafgefängnis Suben schrieb Johann Most das Proletarierlied („Wer schafft das Gold zu Tage?…“), das aus dem Gefängnis geschmuggelt wurde und bis heute zu den meistgesungenen Arbeiterliedern gehört. Auf die scharfe Verurteilung, die von der öffentlichen Meinung als ungerechtfertigt angesehen wurde, folgte nach einer Ministerkrise und dem Amtsantritt von Graf Hohenwart im Februar 1871 die Amnestie der 93 Verurteilten, darunter auch Johann Most. Nach einem begeisterten Empfang der Verurteilten wurde Most kurze Zeit später von der Parteikonferenz dazu erwählt, auf einer Agitationsreise in der Österreichischen Provinz, neue Mitglieder zu finden. Die Reise war ein Erfolg, doch Most wurde nach seiner Rückkehr in Wien festgenommen und ausgewiesen.

#### In Deutschland
Zurück in Deutschland versuchte Most zuerst in Bayern der sozialistischen Bewegung, die in der Folge des Deutsch-Französischen Krieges und interner Auseinandersetzungen geschwächt war, neues Leben einzuhauchen. Er organisierte einige Versammlungen, in denen er auch den Kampf der französischen Kommunarden rühmte; die Versammlungen wurden aber jeweils von der Polizei aufgelöst. Most verließ Bayern bald wieder Richtung Leipzig, um dort Arbeit zu finden. In der damaligen Hochburg der Eisenacher Richtung traf er auf Wilhelm Liebknecht, von dem er äußerst kühl empfangen wurde, und er hatte eine freundschaftliche Beziehung zu August Bebel. Doch in ganz Sachsen schlug Most von polizeilicher Seite ein harter Wind entgegen, seine Auftritte als Redner wurden jeweils im Voraus verboten.

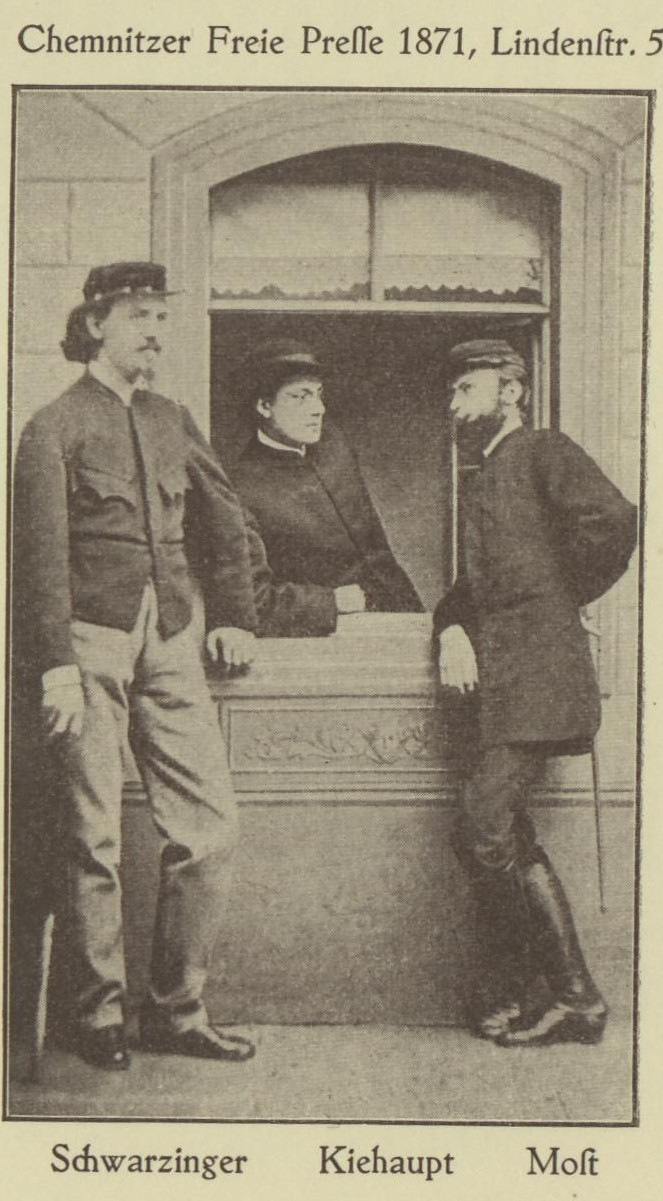
Most (rechts) als Redakteur der Chemnitzer Freien Presse (1871)

Er ließ sich in der Folge in Chemnitz nieder und wurde Chefredakteur der Arbeiterzeitung Chemnitzer Freie Presse. Das heruntergekommene Blatt, das vor Mosts Ankunft in Chemnitz eine Auflage von 200 Exemplaren hatte, blühte mit dem neuen Redakteur auf. Die Auflage des Blattes vergrößerte sich innerhalb weniger Wochen auf das Sechsfache. Kurz darauf fand in Chemnitz ein Kongress der SDAP statt, an dem Most als Delegierter teilnahm und über die politische Stellung der Sozialdemokratie referierte. Most war eine Belebung für die Chemnitzer Arbeiterbewegung, doch nach einiger Zeit sammelten sich die Anzeigen gegen ihn und es häuften sich Geldstrafen in der Höhe von 120 Talern an. Das Geld wurde durch Kollekten von den Arbeitern aufgebracht, doch Most zog es vor, das Geld in die Zeitung zu investieren und verbüßte die Strafen im Gefängnis, wo er die Zeitung weiterredigierte. Most gründete später die erste satirische Zeitung der Arbeiterbewegung – den Nußknacker.
Nach der Verhaftung von Liebknecht und Bebel wurde Most zur führenden Persönlichkeit der Sozialisten im Königreich Sachsen. Er organisierte eine erfolgreiche Demonstration für die Pariser Kommune, an dem Tag, an dem das Bürgertum die Sedanfeier abhalten wollte. Am vierten Kongress der Eisenacher in Mainz hielt Most die Hauptrede und brach daraufhin zu einer Agitationsreise auf, die ihn durch Westdeutschland führte. Im bayrischen Hof wurde Most wieder festgenommen und nach Sachsen deportiert. Dort wurde ihm wegen seiner Anti-Sedanrede der Prozess gemacht, in dem er der Majestätsbeleidigung schuldig gesprochen wurde und acht Monate in der Strafanstalt Zwickau festsass. Während seiner Gefängnisstrafe fertigte Most einen populären Auszug aus dem Kapital von Karl Marx mit dem Namen Kapital und Arbeit, das nach seiner Entlassung in Chemnitz gedruckt und verbreitet wurde. So trug Most zur Popularisierung des Marxismus in Deutschland bei.

#### Reichstagsabgeordneter in Berlin

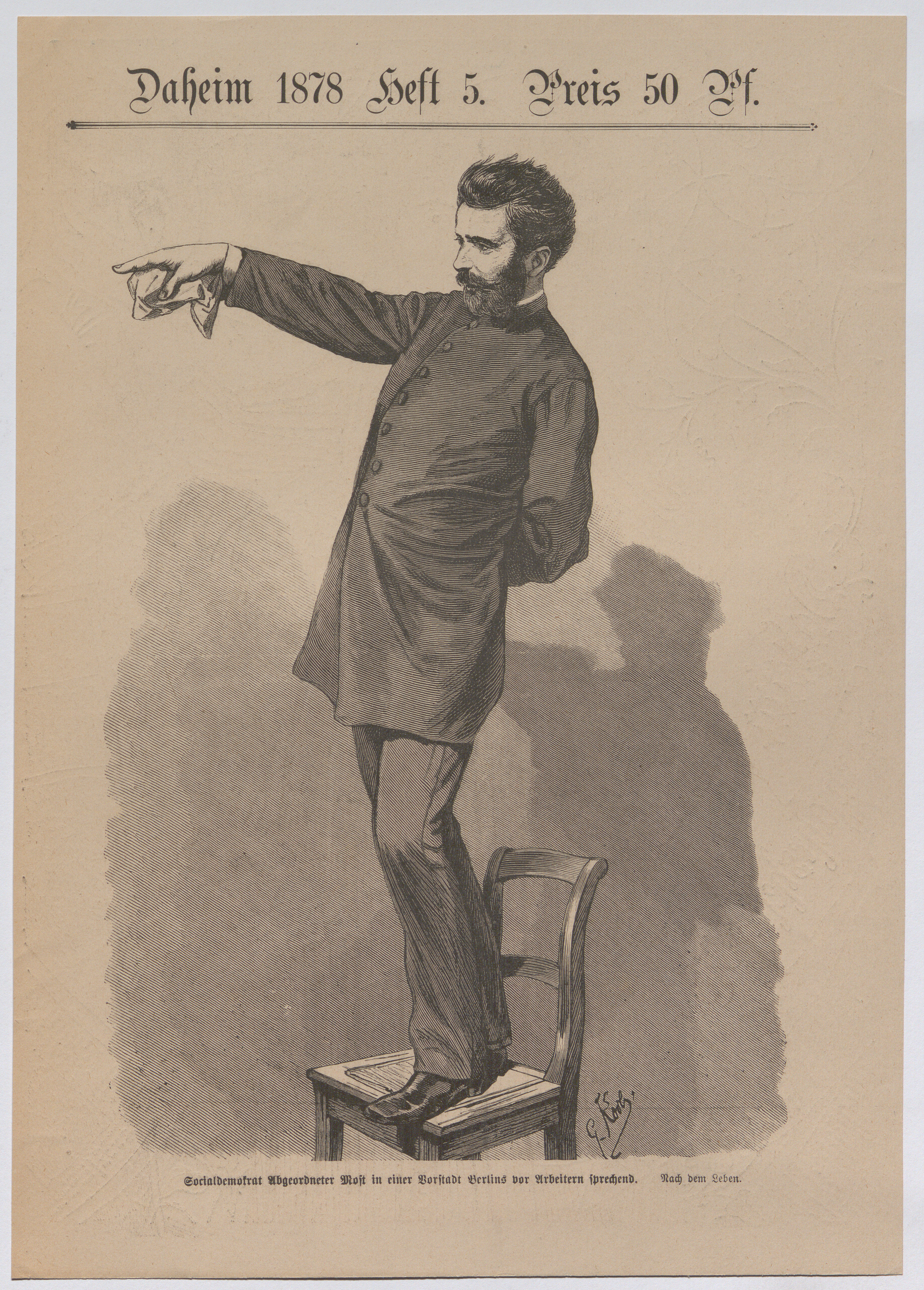
„Socialdemokrat Abgeordneter Johann Most in einer Vorstadt Berlins vor Arbeitern sprechend“. Zeitgenössische Zeichnung.

Nach der Entlassung aus dem Gefängnis wurde Most aus Sachsen ausgewiesen. Die Mainzer Sozialisten machten ihm den Vorschlag, die Redaktion der Süddeutschen Volkszeitung zu übernehmen, die er aus der gleichen misslichen Lage führte wie die Chemnitzer Freie Presse. Am 10. Januar 1874 wurde Most im Reichstagswahlkreis Königreich Sachsen 16 (Chemnitz) als Abgeordneter in den deutschen Reichstag gewählt, wo er mit einem Alter von 27 Jahren einer der jüngsten Mandatsträger war. Er hatte erfolglos auch in anderen Wahlkreisen wie dem Reichstagswahlkreis Oberbayern 3 kandidiert. Zwei Wochen zuvor hatte Most geheiratet, doch die Ehe ging 1880 wieder in die Brüche. Durch die Erfahrungen, die Most als Reichstagsabgeordneter machte, entwickelte sich in ihm ein starker Antiparlamentarismus und er sah die Abgeordneten als bloße Marionetten und nannte den Reichstag auch „Reichskasperletheater“. Im Parlament des deutschen Kaiserreichs war er zusammen mit Wilhelm Hasselmann ein Vertreter des radikal linken, sozialrevolutionären Flügels der 1875 gegründeten SAP, die aus der Fusion von ADAV (Lassalleaner) und SDAP (Eisenacher Richtung) hervorgegangenen war.
Eine Rede zur Pariser Kommune brachte ihm in einem parteiisch geführten Prozess 26 Monate Haft im Strafgefängnis Plötzensee ein, wobei man ihm die 5 Monate Untersuchungshaft nicht anrechnete. Seine Verteidigung vor Gericht hat Most in Die Pariser Commune vor preussischen Gerichten dokumentiert. Obwohl er Parlamentsabgeordneter war, behandelte man ihn wie einen gemeinen Verbrecher. Dass man seinen Fall in der Presse und im Reichstag behandelte, brachte Most nur eine kleine Verbesserung der Haftbedingungen. Durch eine Intervention von August Geib konnte er jedoch im Gefängnis wieder seine literarische Tätigkeit aufnehmen. Most schrieb im Gefängnis einige historische Abhandlungen, zwei politische Broschüren Der Kleinbürger und die Sozialdemokratie und Die Lösung der sozialen Frage, und die Schrift Die sozialen Bewegungen im alten Rom und der Zäsarismus. Nach seiner Entlassung siedelte Most nach Berlin um, wo er die Redaktion der Freien Berliner Presse erfolgreich übernahm und die Auflage von 2000 auf 15.000 Exemplare steigern konnte. Daneben schrieb er auch für Die neue Welt, Die Zukunft, und die russische Revue Slowo.
Most war weiter sehr aktiv als Redner tätig und attackierte in öffentlichen Diskussionen und Auseinandersetzungen den liberalen Politiker Franz Duncker und den Hofprediger Adolf Stoecker. (Stoecker wollte einen christlich-sozialen Arbeiterverein gründen, für Most ein rotes Tuch.) Stoecker behauptete, Most habe zur Ermordung der Geistlichkeit aufgerufen, infolgedessen wurde Most wegen Gotteslästerung zu weiteren zwei Monaten Gefängnis verurteilt. Nach dem fehlgeschlagenen Attentat von Max Hödel auf Kaiser Wilhelm I. am 11. Mai 1878 wurde Most abermals zu sechs Wochen Haft verurteilt, weil er in einer Rede in Chemnitz eine kurze Bemerkung über das Attentat gemacht hatte. Nach Karl Nobilings Attentat auf den Kaiser am 2. Juni 1878 folgte eine großangelegte Verfolgung der sozialistischen Bewegung. Most wurde, kaum entlassen, nach Berlin gebracht und musste dort wegen diverser anderer Verurteilungen weitere fünf Monate im Gefängnis verbringen. Nach dem Erlass des Sozialistengesetzes wurde in Berlin der Ausnahmezustand verhängt und Most wurde nach seiner Freilassung aus Berlin ausgewiesen. Via Hamburg entschloss sich Most zur Emigration nach London, das er im Dezember 1878 erreichte.

### Aufenthalt in London

#### Offener Konflikt mit der SAP-Parteiführung

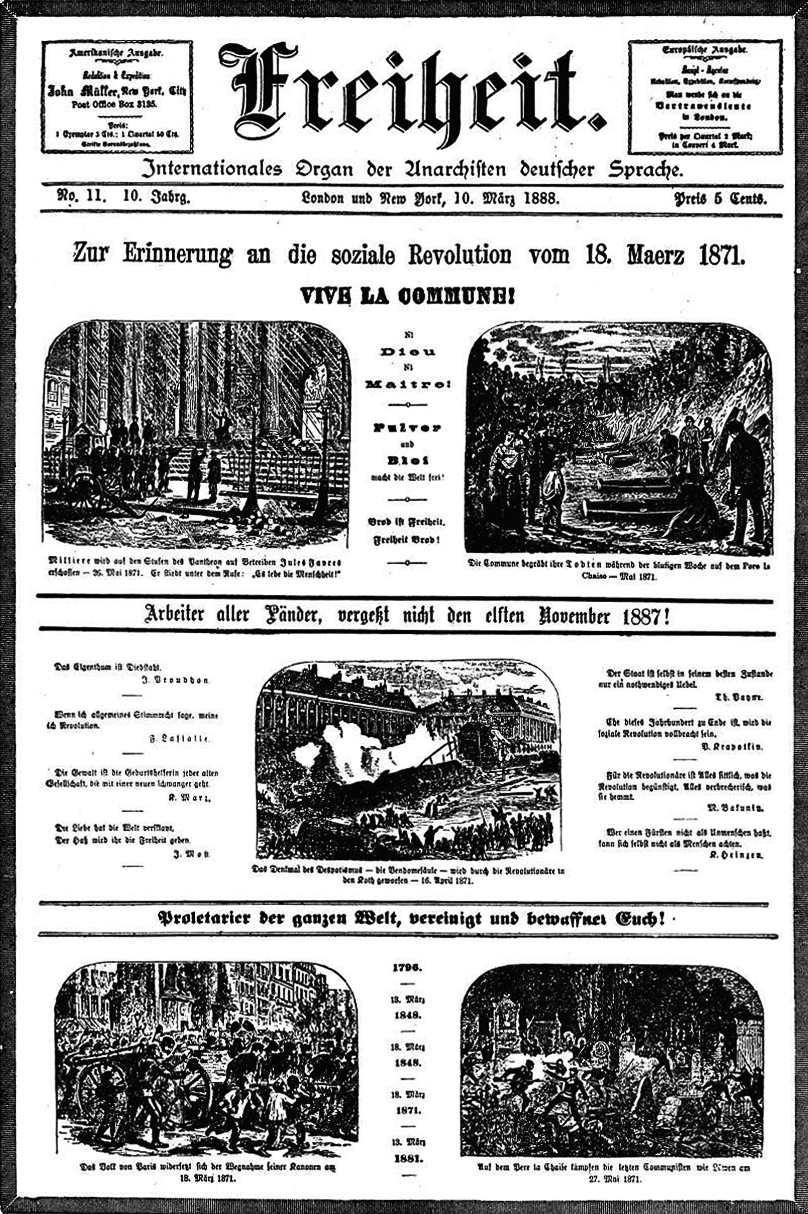
Ausgabe der Freiheit vom 10. März 1888

Nach seiner Ankunft in London wurde Johann Most vom Kommunistischen Arbeiterbildungsverein mit Begeisterung aufgenommen und fand dort auch viele deutsche Sozialisten, die vor dem Sozialistengesetz ins Exil geflohen waren. Da in Deutschland alle sozialistischen Blätter verboten wurden, beschloss Most gleich nach seiner Ankunft die Gründung einer neuen Zeitung, die er am 3. Januar 1879 unter dem Namen Freiheit herausgab. Die Zeitschrift war sozialdemokratisch orientiert, aber in der Wortwahl radikaler als die früheren Zeitschriften in Deutschland. Die Freiheit wurde gleich von den Deutschen Behörden verboten, aber das Einschmuggeln des Blattes nach Deutschland konnten sie nicht verhindern. Die Zeitung erfreute sich bei den sozialistischen Arbeitern großer Beliebtheit.
Von den Führern der SAP in Deutschland wurde das Blatt bekämpft, weil sie befürchteten, die Herausgabe einer sozialistischen Zeitschrift nach dem Verbot durch das Sozialistengesetz würde nur Wasser auf die Mühlen von Bismarcks Politik gegen die Sozialdemokratie liefern, aber viele in der Basis der Partei, und die sozialistischen Exilanten im Speziellen, standen diesem Kurs der Parteiführung äußerst kritisch gegenüber und begrüßten die Veröffentlichungen in der Freiheit.
Die Parteiführung hatte in der Zwischenzeit mit dem Sozialdemokrat eine eigene Zeitung gegründet, und die Stimmung zwischen beiden Lagern war bald vergiftet. Most wurde als Polizeispitzel bezeichnet, und besonders Wilhelm Liebknecht schadete dem Ruf Mosts mit vielen Angriffen in der Presse.
Im Mai 1880 beriefen die Parteiführer einen geheimen Kongress im schweizerischen Rorschach ein, um über ihre Haltung gegenüber der parteiinternen Opposition zu beraten. Most, der von den Vorbereitungen zum Kongress erfahren hatte, wurde von Berliner Genossen gemeinsam mit Wilhelm Hasselmann und dem Schneider Rudolf Tiedt als Vertreter der Opposition zum Kongress delegiert. Most und 25–30 weitere Oppositionelle, die den Weg in die Schweiz gemacht hatten, mussten aber wieder die Heimkehr antreten, weil der Kongress abgesagt wurde. Nach einer Agitationsreise in der Schweiz und Mosts Rückkehr nach London spaltete der Konflikt auch den Kommunistischen Arbeiterbildungsverein, aus dem eine Minorität, die von der Parteiführung öffentlich gestützt wurde, austrat.

#### Ausschluss aus der SAP und Hinwendung zum Anarchismus
In dieser Zeit der Konflikte zwischen Most und der Parteiführung, kam dieser zum Schluss, dass die Gegensätze in den Urteilen beider Seiten tiefer begründet lagen und eine weitere Gemeinschaft mit der sozialistischen Partei nicht mehr in Frage kam. In dieser Überzeugung wurde er vor allem durch den Kontakt mit dem deutschen Anarchisten August Reinsdorf und dem belgischen Anarchisten und altem Mitglied der Ersten Internationale Victor Dave bestärkt. Darüber hinaus pflegte Most auch einen freundschaftlichen Kontakt zu Édouard Vaillant und anderen blanquistischen Emigranten, sowie zu Karl Marx und Friedrich Engels, die zu dieser Zeit ein gespanntes Verhältnis zur SAP-Parteiführung hatten und die Herausgabe der Freiheit begrüßten. Als Most und die Zeitschrift jedoch in der Folgezeit weiter nach links rückten und der Ton der Freiheit radikaler und anarchistisch geprägt wurde, kühlten sich die Beziehungen zu Marx und Engels ab, bis sie schließlich ganz abgebrochen wurden.
Kurze Zeit nach dem geplatzten Rorschacher Kongress, beriefen die deutschen Parteiführer 1880 einen weiteren geheimen Kongress auf Schloss Wyden bei Ossingen im Kanton Zürich. Der Kongress befasste sich vor allem mit dem Ausschluss von Most und Wilhelm Hasselmann aus der Partei, wobei beide nicht anwesend waren. Most hatte sich durch seine Kritik an der Parteiführung innerhalb der Partei viele Feinde geschaffen, und da fast keine Kritiker der Parteiführung am Kongress teilnahmen, wurde der Ausschluss von Most und Hasselmann aus der SAP fast einstimmig entschieden. In der Resolution wurde Most vorgeworfen, er stehe schon länger in Widerspruch mit den von der Partei vertretenen Grundsätzen, und „daß Most sich zum Kolporteur jeder gegen die deutsche Sozialdemokratie erhobenen Verleumdung […] gemacht hat und notorischen Polizeiagenten trotz erteilter Warnung Vorschub leistete.“ Most antwortete mit der Schrift Taktik contra Freiheit, wo er die Geschichte des Streits zwischen ihm und der Parteiführung aus seiner Perspektive schilderte und die Zusammensetzung des Kongresses kritisierte. In der Freiheit fasste Most seine Kritik so zusammen, dass es dem Kongress um zwei Dinge ging, „um die Anerkennung des Züricher Blattes [gemeint ist der Sozialdemokrat] als „alleiniges Organ der Sozialdemokratie“ und um Exkommunikation derer, welche keine Lust haben, als tote Kadaver in der Liebknechtschaft zu figurieren.“ Der Untertitel der Freiheit wechselte in der Folge von Social-demokratisches Organ in Organ der Sozialrevolutionäre deutscher Sprache und die Zeitschrift verlor nach dem Ausschluss Mosts viele Leser in Deutschland. Ab 1880 druckte Most die Freiheit in einer eigenen Druckerei. Zahlreiche sozialdemokratische Quellen weisen darauf hin, dass der Druck der Freiheit von deutschem Polizeigeld unterstützt wurde, um den Spaltungstendenzen der deutschen sozialistischen Bewegung Vorschub zu leisten. In Johann Neve fand Most einen Mitstreiter, der die Zeitschrift nach Deutschland schmuggelte.

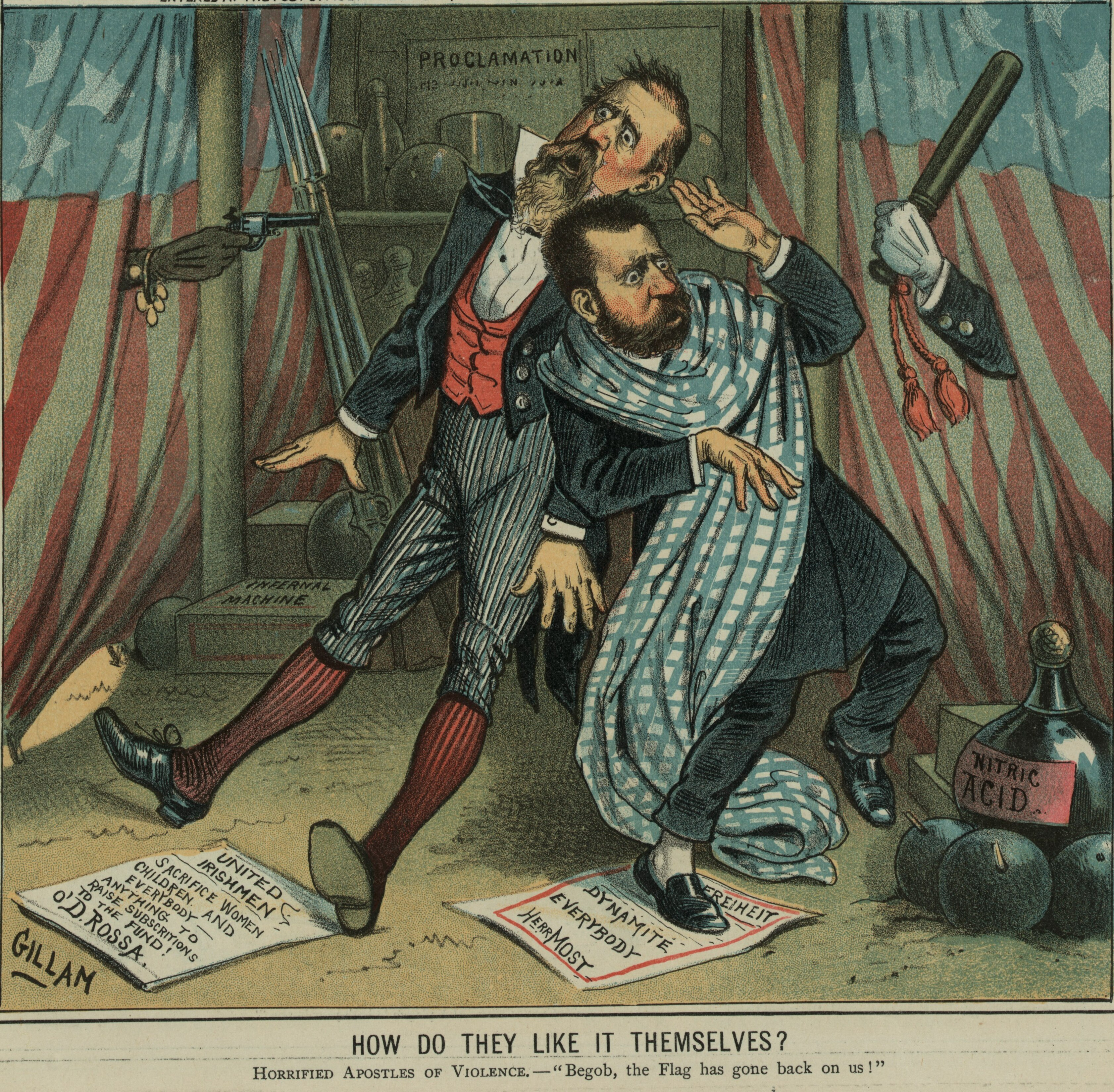
Eine Karikatur aus dem Puck zeigt Most und Jeremiah O’Donovan Rossa, die sich vermeintlich darüber wundern, dass sie die selbst propagierte Gewalt am eigenen Leibe erleben: „Schockierte Apostel - Wie gefällt es ihnen selbst?“

Auch in England, wo man den deutschen Emigranten größere Freiheiten ließ, geriet Most in Schwierigkeiten. Am 19. März 1881 erscheint die Freiheit mit einem roten Rand und der Überschrift „Endlich!“. Im Leitartikel begrüßt Most das geglückte Attentat auf Zar Alexander II. und äußerte offen seine Sympathie für die russischen Revolutionäre. Der Artikel erregte Aufsehen in der englischen Presse und führte kurze Zeit später zu seiner Verhaftung. Most wurde im berüchtigten Newgate-Gefängnis eingesperrt und nach einem kurzen Prozess zu 16 Monaten Zwangsarbeit und Isolationshaft im Londoner Coldbath Fields Gefängnis verurteilt. Eigene Bücher durfte Most nicht lesen und das Schreiben von Texten war Most auch untersagt. Unter widrigen Umständen schaffte er es jedoch, Texte zu schreiben, indem er aus Kalk und Haferschleim „Tinte“ herstellte, mit der er auf Papier, das er von anderen Häftlingen gegen Brot eingetauscht hatte, schrieb. Über bestochene Gefängnisangestellte gelangten so die Manuskripte zum Kommunistischen Arbeiterbildungsverein und zu Johann Neve, der die Freiheit weiterführte. Doch als die Freiheit nach den Phoenix-Park-Morden ihre Solidarität mit den irischen Republikanern kundtat, war ein Erscheinen der Zeitschrift in England nicht mehr möglich und sie wurde für kurze Zeit in der Schweiz herausgegeben. Most, der diese Geschehnisse im Gefängnis mitverfolgte, wurde im Oktober 1882 entlassen; doch die Zeit im Gefängnis hatte ihm körperlich stark zugesetzt. Er wurde nach seiner Entlassung polizeilich überwacht und beschloss daraufhin die Herausgabe der Freiheit nach New York zu verlegen. Ende 1882 verließ er England und schiffte sich mit dem Dampfer Wisconsin nach Amerika ein.

### Aufenthalt in Amerika

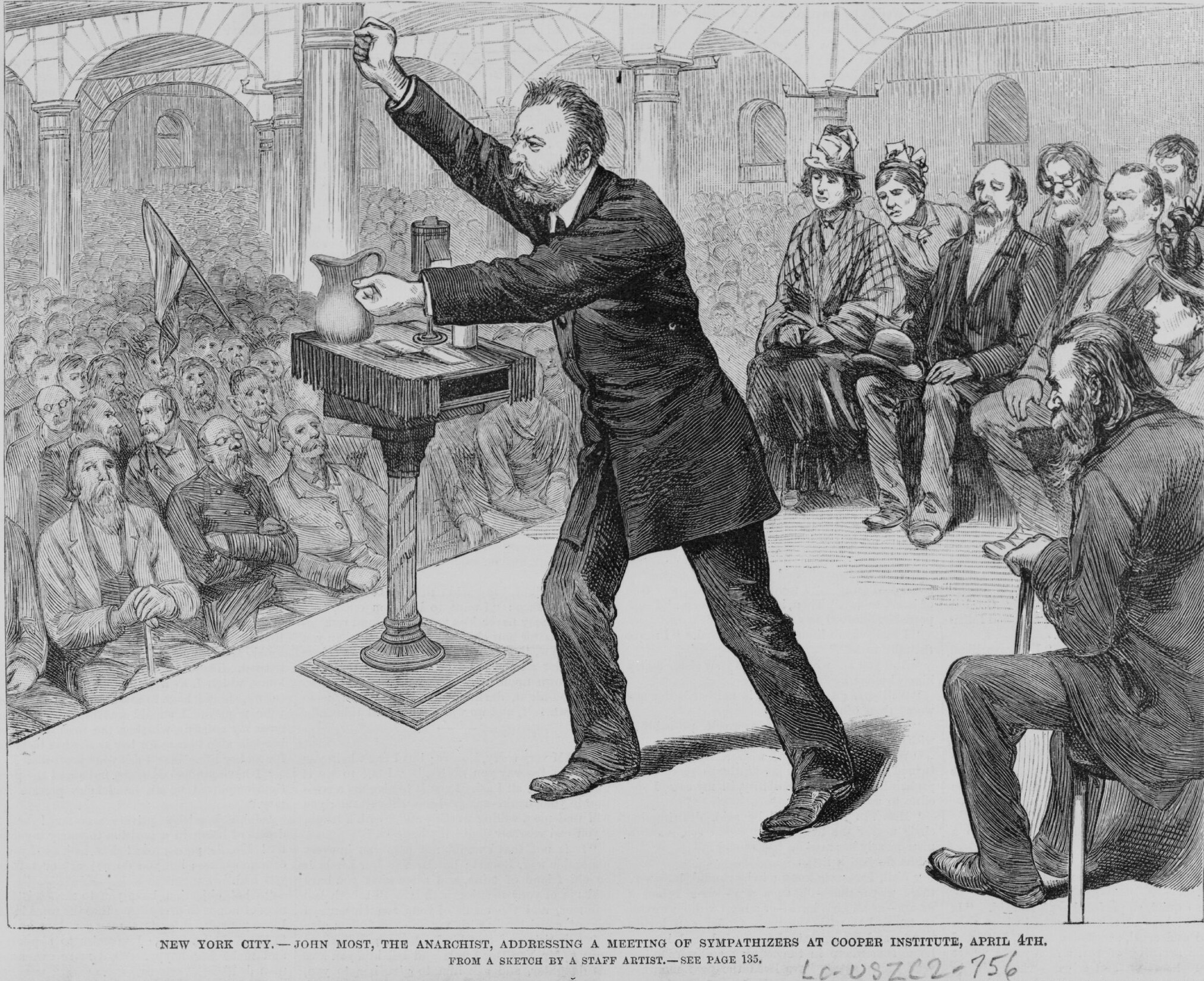
Johann Most adressiert Zuhörer am Cooper Institute.

In New York wurde er im Cooper Institute in einer öffentlichen Volksversammlung begeistert empfangen, die gemäß Rudolf Rocker die größte sozialistische Kundgebung war, die in Amerika bis dahin stattfand. Er setzte auch in New York die Arbeit seiner Zeitung Freiheit fort, die er bis zu seiner Ankunft in Amerika für zwei Ausgaben Justus Schwab anvertraut hatte. Most ging nach seiner Ankunft in New York auf längere Agitationsreisen in Amerika und bemühte sich darum, die junge sozialrevolutionäre Partei, die einige Zeit vor Mosts Ankunft in Amerika gebildet worden war, mit der anarchistischen Bewegung in einer Organisation zu einigen. Zu diesem Zweck war er 1883 Mitorganisator des Pittsburger Kongresses, einem gemeinsamen Kongress von Sozialrevolutionären und Anarchisten, bei dem auch August Spies und Albert Parsons teilnahmen. Die Delegierten aus 26 amerikanischen Städten einigten sich einstimmig auf eine Prinzipienerklärung, die von Most verfasst und als Pittsburger Proklamation bekannt wurde. So wurde die International Working Peoples’ Association gegründet, von deren Mitgliedern, mit der Freiheit zusammen, sieben deutsche Organe herausgegeben wurden, darunter auch die Chicagoer Arbeiter-Zeitung. Während dieser Zeit wuchs der Leserkreis der Freiheit stark und sie musste nun mit den deutschsprachigen Arbeitern in Amerika und den Arbeitern in Deutschland, Österreich und der Schweiz zwei verschiedene Lesergruppen erreichen. Zu diesem Zweck wurde eine spezielle Ausgabe für Europa gefertigt, die über ein Expeditionsbüro in London nach Deutschland gelangte.

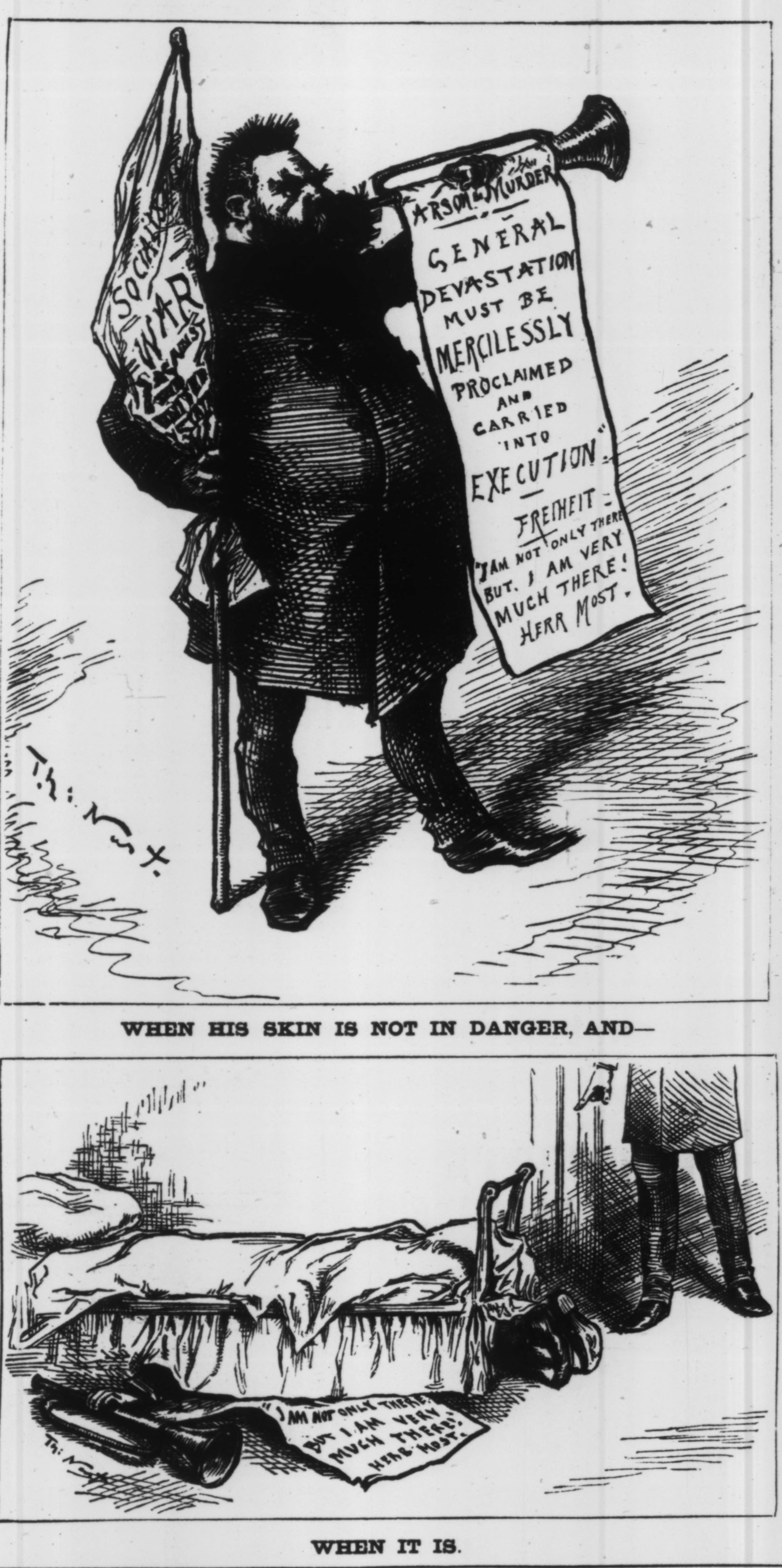
Thomas Nast stellt in einer Karikatur für Harper’s Weekly Most als großmäulig, aber feige dar.

In diese Zeit fallen auch Mosts bekannteste Schriften: Die Gottespest, Die Eigentumsbestie und Die freie Gesellschaft. Die Gottespest, die am weitesten verbreitete Schrift von Most, ist eine atheistische und kirchenkritische Schrift, die in viele Sprachen übersetzt wurde. In Die freie Gesellschaft mit dem Untertitel Abhandlung über die Prinzipien und Taktik der kommunistischen Anarchisten spiegelte sich Mosts stetige Entwicklung vom kollektivistischen Anarchismus zum kommunistischer Anarchismus wider, von dem ihn erst in den 1890er Jahren vor allem die Schriften Peter Kropotkins vollständig überzeugten. Most solidarisierte sich mit dem gescheiterten deutschen Attentäter August Reinsdorf, dem 1883 ein Anschlag auf den deutschen Kaiser und seinen Hofzug misslang und veröffentlichte Anleitungen zur Fertigung von Sprengstoffen. Er agierte unter anderem in Chicago für die Streikbewegung, die den Achtstundentag forderte. Als am 4. Mai 1886 die Bombe am Haymarket in Chicago explodierte, bei der unter ungeklärten Umständen sieben Polizisten starben und weitere 60 Polizisten verletzt wurden, wurde Most in New York festgenommen und zu über einem Jahr Gefängnis verurteilt, die er auf Blackwell’s Island verbüßte. Auch während dieser Gefängnisstrafe konnte er unter widrigen Umständen weitere Artikel für die Freiheit schreiben und fertigte die Schriften Die Hölle von Blackwells Island und Acht Jahre hinter Schloß und Riegel, in denen er über seine Gefängniserfahrungen schrieb.
Nach seiner Entlassung aus dem Gefängnis beteiligte sich Most an der Bewegung für eine Revision des Haymarketprozesses und die Befreiung der Verurteilten. Neben einer verstärkten Tätigkeit für die Freiheit gab Most zwischen 1887 und 1888 die Internationale Bibliothek heraus, eine 16-bändige Sammlung revolutionärer Propagandaschriften. In der Folge griffen viele amerikanische Zeitungen Johann Most heftig an und er wurde als Anarchistenführer zum Hauptverantwortlichen der Arbeiterunruhen gemacht. In einem dreieinhalb Jahre dauernden Strafprozess wurde Most schließlich im Juni 1891 wieder zu einer Haftstrafe verurteilt. Nach dem Ende der Haftstrafe wurde Most ein weiteres Mal in einer großen Volksversammlung empfangen. Revolutionär gesinnte Gewerkschafter versuchten ihn für die Herausgabe einer anarchistischen Tageszeitung zu gewinnen, was aber an der Finanzierung scheiterte.
Im Juni 1892 brach in Homestead im Staat Pennsylvania ein Streik aus, der in der Folge zu blutigen Zusammenstößen zwischen Arbeitern und Pinkertons führte, die vom Manager Henry Clay Frick angeheuert wurden. Daraufhin verübte der 21-jährige Anarchist Alexander Berkman, der von Mosts Konzept der Propaganda der Tat beeinflusst war, ein Attentat auf Henry Clay Frick. Frick wurde bei diesem Angriff nur verletzt und die amerikanische Presse machte für dieses Attentat in der Folge vor allem Johann Most verantwortlich. Am 27. August publizierte Johann Most in der Freiheit den Artikel Attentats-Reflexionen über das Berkman-Attentat, was zu heftigen Kontroversen innerhalb der anarchistischen Bewegung in Amerika führte. Er versuchte in diesem Artikel klarzulegen, dass die Tat zwar von guten Absichten getragen war, aber nicht als Propaganda der Tat anzusehen ist, weil sie bei den Massen nicht volles Verständnis fand. Die Tat könne in der Bevölkerung wenig Sympathien wecken, da die anarchistische Bewegung bei der einheimischen Bevölkerung wenig verbreitet sei und die Tat so der Bewegung schadete. Der Artikel wurde von den deutschen und jüdischen Anarchisten in Amerika positiv aufgenommen, aber erntete heftige Kritik von seinen ehemaligen Vertrauten Emma Goldman und dem Attentäter Alexander Berkman und beinahe der gesamten anarchistischen Presse in Europa. Mosts wiederholte Kritik der Propaganda der Tat schuf ihm in dieser Zeit in der Bewegung viele Feinde.

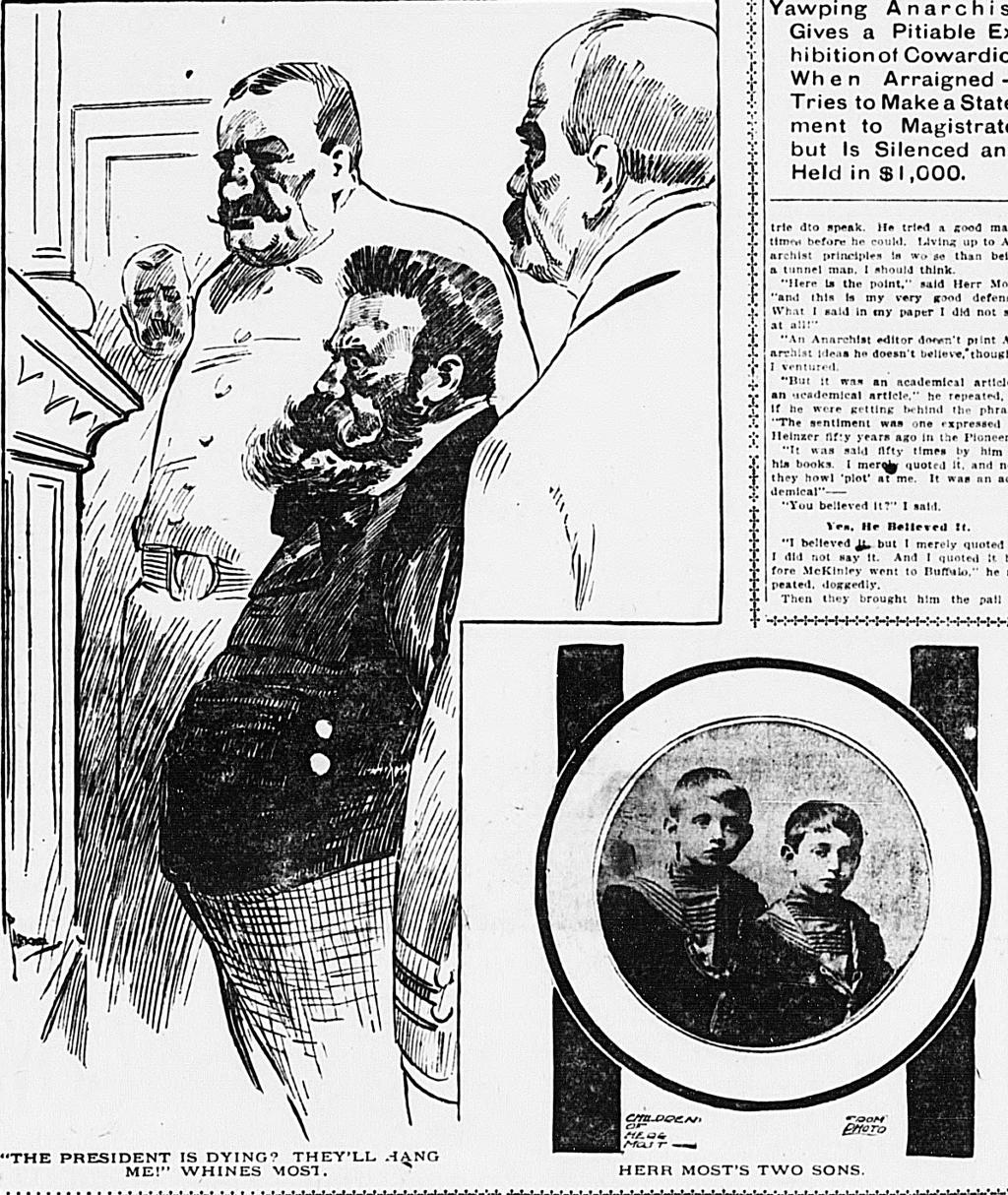
Johann Most wird nach dem Attentat auf McKinley dem Richter vorgeführt, Ausschnitt aus The Evening World vom 13. September 1901

Gleichzeitig wurde die anarchistische Bewegung der deutschen Einwanderer im Laufe der neunziger Jahre immer schwächer, getroffen durch härtere Repression in den Vereinigten Staaten und die veränderten Verhältnisse nach der Aufhebung des Sozialistengesetzes in der Heimat. So verlagerte sich das Schwergewicht der Bewegung wieder nach Deutschland, wo sich die Sozialisten neu formierten und mit den Jungen auch wieder der Kern einer neuen anarchistischen Agitation entstand. Vom Mai 1895 bis im September 1897 befand sich die Freiheit in großen finanziellen Schwierigkeiten. Ab dem Sommer 1897 bis 1899 übernahm Most die Herausgabe einer neuen Arbeiterzeitung in Buffalo, wo die Freiheit als Wochenbeilage erschien; ab 1899 gab Most die Freiheit wieder als eigenständiges Blatt in New York heraus. Es erschienen viele Artikel des revolutionären Syndikalismus, was auch Mosts persönlicher Entwicklung entsprach. Nach dem Attentat von Leon Czolgosz, der in der Öffentlichkeit mit dem Anarchismus in Verbindung gebracht wurde, auf den amerikanischen Präsidenten William McKinley am 6. September 1901, setzte die amerikanische Regierung auf harte Repression gegen die anarchistische Bewegung, was sich vor allem mit dem Amtsantritt von Theodore Roosevelt verstärkte. Johann Most wurde in der Folge für die Publikation eines 50 Jahre alten Artikels des deutschen radikalen Schriftstellers Karl Heinzen zu einem Jahr Gefängnis verurteilt.
Most war Organisator der ersten großen Kirchenaustrittsbewegungen. Er organisierte auch „Arbeitertheater“ – kostenlose Theateraufführungen, in denen Arbeiter Zugang zu Theater auf hohem Niveau hatten. Mosts Leben in Amerika war sehr von seinen Rundreisen geprägt, wo er Vorträge und Reden über den Anarchismus hielt. 1906 machte sich Johann Most zu einer größeren Vortragsreise auf, die ihn über die Ostküste und Pittsburgh nach Cincinnati führte. Dort erkrankte Most am Erysipel und starb am 17. März an den Folgen der Krankheit im Alter von 60 Jahren. Sein Begräbnis fand in Cincinnati statt, da die Polizei eine Überführung des Leichnams nach New York verboten hatte.
Nach Mosts Tod sprach sich seine Frau Helene Minkin gegen die Weiterführung der Freiheit aus, doch Freunde gründeten die Freiheit Publishing und gaben die Freiheit weiter heraus. Unter der Redaktion von Max Baginski erschien die Freiheit wieder, bis nach inneren Zerwürfnissen und finanziellen Schwierigkeiten die Zeitung mit der letzten Ausgabe am 17. August 1910 aufgegeben wurde.

## Werke

Johann Most, Der Kleinbürger und die Socialdemokratie, 1876

- Die Gottlosigkeit – Eine Kritik der Gottes-Idee. London 1894 (Reprint: Belser Wissenschaftlicher Dienst, Wildberg 1992) online
- Betrachtungen über den Normal-Arbeitstag. Ein ernstes Wort an die Arbeiter von Chemnitz und Umgebung. Selbstverlag Chemnitz 1871
- Die Pariser Commune vor den Berliner Gerichten. Eine Studie über deutsch-preußische Rechtszustände. Wilhelm Bracke jun., Braunschweig 1875 online
- Revolutionäre Kriegswissenschaft. Ein Handbüchlein zur Anleitung betreffend Gebrauches und Herstellung von Nitro-Glycerin, Dynamit, Schiessbaumwolle, Knallquecksilber, Bomben, Brandsätzen, Giften u.s.w., u.s.w. [1875] online
- Most’s Proletarier-Liederbuch. In 5. Aufl. zusammengestellt u. hrsg. von Gustav Geilhof. Genossenschafts-Buchdruckerei Chemnitz, 1875
- Die Bastille am Plötzensee. Blätter aus meinem Gefängniß-Tagebuch. Wilhelm Bracke jun., Braunschweig 1876
- Die Lösung der socialen Frage. Ein Vortrag, gehalten vor Berliner Arbeitern. Verlag der Allg. Deutschen Ass.-Buchdruckerei, Berlin 1876
- Der Kleinbürger und die Socialdemokratie. Ein Mahnwort an die Kleingewerbtreibenden. Volksbuchhandlung (J. Enfres), Augsburg 1876.
- Kapital und Arbeit. Ein populärer Auszug aus „Das Kapital“ von Karl Marx. Zweite verb. Aufl., Genossenschafts-Buchdruckerei Chemnitz, Chemnitz 1876. (Reprint: Bahoe Books, Wien 2018)
- Zur Geschichte der Arbeiterbewegung in Österreich, 1877
- Die socialen Bewegungen im alten Rom und der Cäsarismus. Verlag der Allg. Deutschen Ass.-Buchdruckerei, Berlin 1878
- Taktika contra Freiheit. Ein Wort zum Angriff und zur Abwehr, London 1880
- Discussion über das Thema Anarchismus oder Communismus? geführt von Paul Grottkau und Joh. Most, Chicago 1884
- August Reinsdorf und die Propaganda der That. J. Müller, New York 1885
- Acht Jahre hinter Schloß und Riegel. J. Müller, New York 1886
- Die Hölle von Blackwells Island. J. Müller, New York 1887 (Internationale Bibliothek 2) online
- Die Gottespest. 12. verb. u. verm. Aufl. J. Müller, New York 1887 (Internationale Bibliothek 3) online
- Stammt der Mensch vom Affen ab? J. Müller, New York 1887 (Internationale Bibliothek 4) online
- Souvenir an den Prinz Heinrich von Preussen. New York 1887 (?), 32 S.
- Die Freie Gesellschaft. Eine Abhandlung über Principien und Taktik der kommunistischen Anarchisten.  J. Müller, New York 1887 (Internationale Bibliothek 5) online
- Die Eigenthumsbestie. New York 1887 (Internationale Bibliothek 6) online
- An das Proletariat. J. Müller, New York 1887
- Vive la Commune. J.Müller, New York 1888
- Zwischen Galgen und Zuchthaus. J. Müller, New York 1887 (Internationale Bibliothek 9) online
- Die Anarchie. J. Müller, New York 1888 (Internationale Bibliothek 10) online
- Der Narrenthurm. J. Müller, New York 1888 (Internationale Bibliothek 11) online
- Der Stimmkasten. J. Müller, New York 1888 (Internationale Bibliothek 13) online
- Der kommunistische Anarchismus. J. Müller, New York 1889 (Internationale Bibliothek 14) online
- Unsere Stellung in der Arbeiterbewegung. J. Müller, New York 1890 (Internationale Bibliothek 15)
- The Social Monster: A Paper on Communism and Anarchism. Bernhard and Schenck, New York 1890
- Die historische Entwickelung des Anarchismus. J. Müller, New York 1891 (Internationale Bibliothek 16)
- Memoiren. Erlebtes, Erforschtes und Erdachtes. 4 Bände, Selbstverlag, New York 1903 online